# Tawang (distrikt)
Tawang är ett distrikt i Indien.   Det ligger i delstaten Arunachal Pradesh, i den östra delen av landet, 1 400 km öster om huvudstaden New Delhi.